# 布塞托帕利佐洛
布塞托帕利佐洛（義大利語：Buseto Palizzolo），是意大利特拉帕尼省的一个市镇。总面积72.72平方公里，人口3137人，人口密度43.1人/平方公里（2009年）。ISTAT代码为081002。